# アルコール幻覚症
アルコール幻覚症（アルコールげんかくしょう、Alcoholic hallucinosis）は、アルコール依存症におけるアルコール離脱症候群の合併症のひとつである。アルコール誘発性精神病（alcohol-related psychosis）とも。断酒から約12時間から24時間後に生じ、多くの場合、非難や脅迫的な声のような聴覚や視覚を伴う。この症状は振戦せん妄とは明確に異なり、他の身体症状はなく、一定限度の一連の幻覚を伴い急速に生じ消散する。
アルコール幻覚症が表面化する危険性は、長期間の大量のアルコール乱用とほかの薬物の使用により増加する。
症状が記述された年代は、少なくとも1907年である。